# Drishti
Drishti (sanskrit dṛṣṭi), eller dristi, är en fokuserad blick som används inom yoga. Blicken riktas mot olika kroppsdelar eller i olika riktningar. Drishti används för att utveckla start fokuserad koncentration, och är även till hjälp för att justera huvudet och övre delen av ryggraden i olika yogaställningar.
Det finns flera olika drishti:
- Aṅguṣṭhamadhye: mot tummen
- Bhrūmadhye: mot tredje ögat, mellan ögonbrynen
- Nāsāgre: mot nästippen
- Hastagre: mot handflatan av en utsträckt arm
- Pārśva: åt vänster eller åt höger
- Ūrdhva: mot himlen, uppåt
- Nābhicakra: mot naveln
- Pādayor agre: mot tårna